# Nasser Shabani
Nasser Shabani (1957 – 13 marzo 2020) è stato un generale iraniano e comandante senior del Corpo delle guardie della rivoluzione islamica.
Nella sua carriera rivendicò il diritto dell'utilizzo dei ribelli Huthi per colpire le petroliere saudite.

## Biografia

### Carriera
Shabani iniziò la sua carriera militare nel 1982 durante la guerra Iran-Iraq. Partecipò alla repressione della rivolta degli Amol lo stesso anno.
Nell'ultimo anno della guerra Iran-Iraq, fu promosso a diventare uno dei numerosi leader del Corpo delle guardie della rivoluzione Islamica.
Svolse un ruolo chiave nell'Operazione Mersad e in seguito scrisse diversi libri sulla guerra.
Nel 2011, succedette al presidente dell'università dell'Imam Hussein e divenne uno dei deputati del campo di Tharallah.
Nel 2018, dichiarò ai media statali iraniani che l'IRGC aveva ordinato alle forze Huthi nello Yemen di attaccare due petroliere saudite sullo stretto di Bab al-Mandab.

### Morte
Shabani morì in Iran a causa della pandemia di COVID-19, il 13 marzo 2020.